# WCT Finals 1979
Il WCT Finals 1979 è stato un torneo di tennis giocato sul sintetico indoor. È stata la 9ª edizione del torneo, che fa parte del Colgate-Palmolive Grand Prix 1979. Il torneo si è giocato al Moody Coliseum di Dallas negli Stati Uniti dall'1 al 6 maggio 1979.

## Campioni

### Singolare maschile
John McEnroe ha battuto in finale  Björn Borg con il punteggio di 7–5, 4–6, 6–2, 7–6